# An Phước, Châu Thành (Bến Tre)
An Phước là một xã thuộc huyện Châu Thành, tỉnh Bến Tre, Việt Nam.

## Địa lý
Xã An Phước có vị trí địa lý:
- Phía đông giáp huyện Bình Đại
- Phía tây giáp thị trấn Châu Thành
- Phía nam giáp xã Phước Thạnh và xã Tam Phước với ranh giới là sông Ba Lai
- Phía bắc giáp các xã Giao Long, Quới Sơn, Tân Thạch.

Xã An Phước có diện tích 16,09 km², dân số năm 2022 là 17.115 người, mật độ dân số đạt 1.063 người/km².

## Hành chính
Xã An Phước được chia thành 10 ấp: An Hòa, An Hòa Thạnh, An Nghĩa, Châu Thành, Phú Ngãi, Phước Hậu, Phước Hòa, Phước Hưng, Phước Thành, Phước Thới.

## Lịch sử
Ngày 2 tháng 12 năm 1995, Chính phủ ban hành Nghị định số 84-CP về việc thành lập thị trấn Châu Thành trên cơ sở tách một phần của xã Phú An Hòa.
Tính đến ngày 31 tháng 12 năm 2022, xã Phú An Hòa có 2 ấp: Phú Ngãi, Phước Hòa. Xã An Hóa có 4 ấp: An Hòa, An Hòa Thạnh, An Nghĩa, Châu Thành. Xã An Phước có 4 ấp: Phước Hậu, Phước Hưng, Phước Thành, Phước Thới.
Ngày 24 tháng 10 năm 2024, Ủy ban Thường vụ Quốc hội ban hành Nghị quyết số 1237/NQ-UBTVQH15 về việc sắp xếp đơn vị hành chính cấp xã của tỉnh Bến Tre giai đoạn 2023 – 2025 (nghị quyết có hiệu lực từ ngày 1 tháng 12 năm 2024). Theo đó,sáp nhập toàn bộ 5,66 km² diện tích tự nhiên, quy mô dân số là 6.542 người của xã Phú An Hòa và toàn bộ 3,98 km² diện tích tự nhiên, quy mô dân số là 5.314 người của xã An Hóa vào xã An Phước.
Xã An Phước có 16,09 km² diện tích tự nhiên và quy mô dân số 17.115 người.